# Movimiento de Vanguardia de Nicaragua
Movimiento de Vanguardia fue un movimiento literario iniciado en 1931, en la ciudad de Granada, Nicaragua. El movimiento se inició con los poetas José Coronel Urtecho, Pablo Antonio Cuadra y Joaquín Pasos, todos fueron estudiantes del Colegio Centroamérica fundado y regentado por jesuitas.

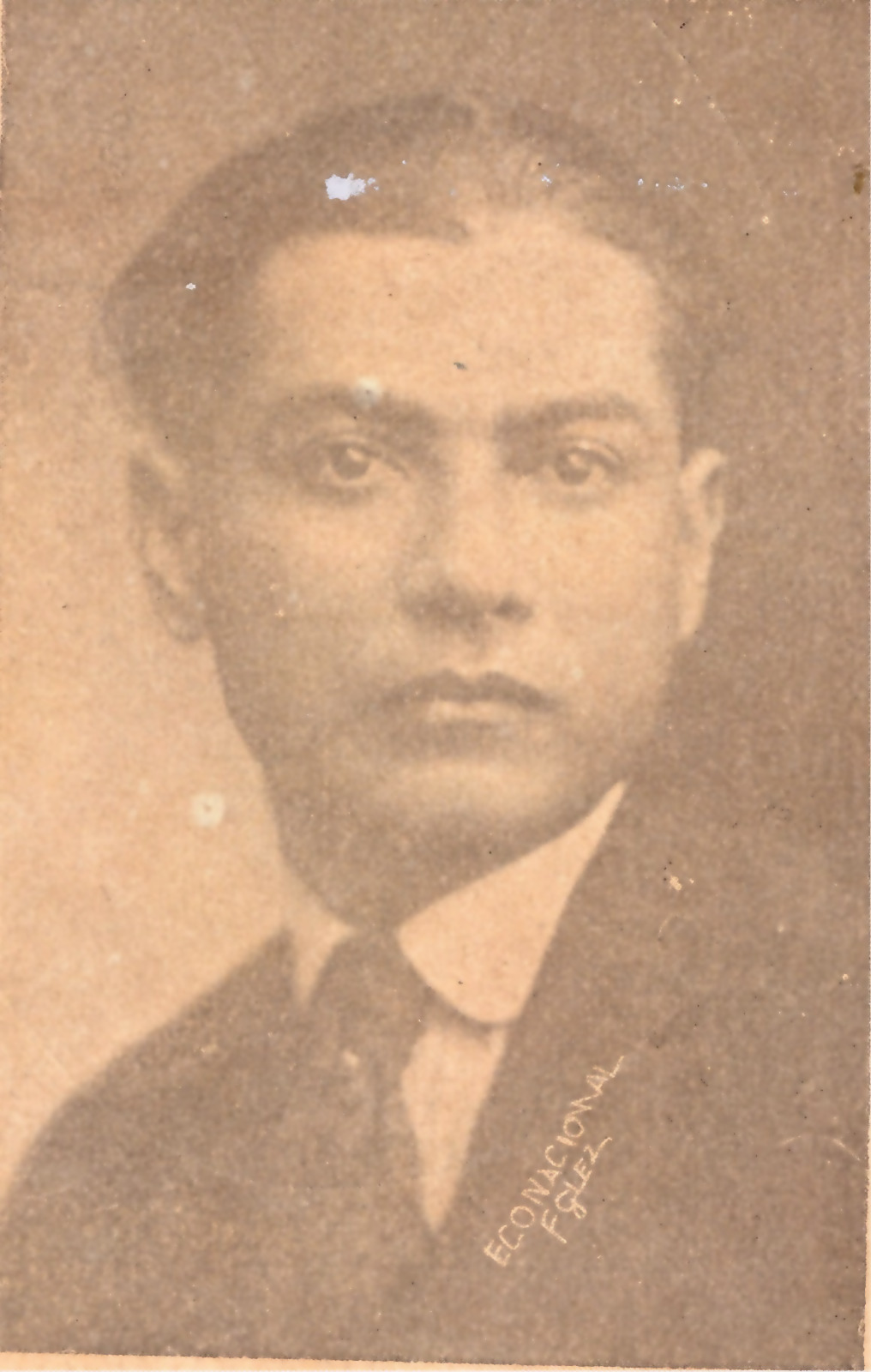
Poeta y periodista nicaragüense Juan Felipe Toruño como precursor del Movimiento de Vanguardia de Nicaragua.

Con el movimiento se inició también un cambio en todos los sectores de las artes. Este movimiento tuvo dos etapas:
- Etapa de remodelación con los poetas post-vanguardistas, de otras generaciones como las Generaciones de los años 1960 y 1970. Todos estos poetas han tenido sus respectivas influencias en los diferentes sectores político-económicos del país.
- Etapa de fervor con los poetas de las Generaciones de los años 1980, 1990 y 2000 que surgieron dentro del proceso de la Revolución Nicaragüense.

## Introducción
Los movimientos literarios de Vanguardia de Nicaragua se mostraron de manera singular en su desarrollo involucrando todo el sentido de su idiosincrasia nicaragüense. Se desmesuró en el uso de la poesía humorística y romántica, lo tradicional, la cultura y la belleza. La fuerza que obligó al surgimiento de este movimiento marcó sin duda la literatura latinoamericana, en esta fuerza se marcan Vicente Huidobro, César Vallejo, Pablo Neruda. Este nuevo movimiento dio sus primeros pasos entre 1927 y 1931 tomando en cuenta la situación histórica, política, social y económica del pueblo nicaragüense tanto por la Intervención estadounidense en Nicaragua desde 1912 y la situación que había dejado la guerra anti-intervencionista (1927-1933) del General Augusto C. Sandino.
Todos estos acontecimientos hacen que surjan nuevas imágenes, cambios en la construcción del verso. Según Pedro Xavier Solís estos sucesos irrumpieron “en imágenes desmesuradas y dislocaciones verbales,  cambios eidéticos y estéticos,  buceos en el universo nativista cuya penetración fermenta" creó con su palabra de raíz vernácula”, esto trajo consigo un realce y renacimiento a la cultura nacional.
Muchos factores se vieron involucrados en este surgimiento del movimiento tales como: el cine en cuanto a la estructuración literaria, la antropología y su vislumbramiento en los hechos ocurridos en el trascurso de la historia, del psicoanálisis y su penetración profunda en la psiquis humana...

## Creadores del Movimiento
El Movimiento de Vanguardia de Nicaragua tuvo su origen en la ciudad de Granada; fue conformado por los poetas José Coronel Urtecho, Pablo Antonio Cuadra y Joaquín Pasos, a estos pioneros le siguieron otros que se interesaron por dicho movimiento como Luis Alberto Cabrales, Octavio Rocha, Manolo Cuadra, Alberto Ordóñez Argüello, Salvador Cardenal Argüello (Musicólogo) y Joaquín Zavala Urtecho (Caricaturista). El movimiento se inició en Granada todos ellos fueron estudiantes del Colegio Centroamérica, que estaba a cargo de los jesuitas. Este grupo de muchachos iniciadores del movimiento se reunían en la torre de la iglesia La Merced de Granada.

### José Coronel Urtecho
La vasta obra de Urtecho es una de las más importantes aportaciones a este movimiento. En su poemario Poi-la d'ananta, Katanta, Paranta, da testimonio de su más importante aporte estético. En sus escritos se puede vislumbrar su visión religiosa del mundo que el concibe, un mundo con cierto carácter mágico. En los “Paneles de Infierno” y “Conversación con Carlos” incursionó en la poesía política; este estilo literario lo desarrolló en los últimos años de su vida.
Según los críticos de este movimiento, consideran que el mayor auge del mismo se debió a los cuidados y estilos dados por Urtecho a sus traducciones de los escritores estadounidenses; fue tan importante este proceso que Iván Uriarte considera que “sin traducción no se hubiese dado la Vanguardia”, un aporte similar y a favor de las traducciones da Steve White quien consideraba que “las traducciones de Coronel forman parte innegable de su desarrollo literario”.
La formación poética del escritor deviene de los estudios de los grandes escritores estadounidenses (Whitman, Sandburg, Pound, Mome, Eliot) de quienes comprendió su paradigma y su estilo literario con cierto estilo discipular, mientras que su pensamiento filosófico lo logró del estudio de los españoles más influyentes de su tiempo (Unamuno, Ortega, Maeztu y,  por supuesto, del ideólogo de la Acción Francesa, Charles Maurras). Pablo Antonio Cuadra, considera que la mayor influencia de Urtecho fue el estadounidense Henry David Thoreau.
En cuanto a sus escritos de carácter histórico, se considera que su mayor aporte fue “Reflexiones sobre la Historia de Nicaragua”. Para 1936, empieza su incursión en el teatro con la "Chinfonía burguesa", esta obra prominente de este movimiento, fue originalmente un poema escrito entre los poetas Urtecho y Joaquín Pasos, se convierte así en una obra de teatro con un prólogo, dos actos y un epílogo. Esta obra se adelanta al teatro absurdo, por mantener ciertos elementos como el humor negro, surrealismo, humorísmo y sarcasmo. En "La Petenera" (1938), sigue el estilo de la Chinfonía.

### Pablo Antonio Cuadra
Nació en Managua, Nicaragua el 4 de noviembre de 1912 y falleció el 2 de enero de 2002. Para 1933 viaja al sur del continente en compañía de su padre, donde tiene el privilegio de conocer a Leopoldo Lugones, Federico García Lorca, Ricardo Molinari, Francisco Luis Bernárdez, Leopoldo Marechal, Oliverio Girondo, León de Greiff, Eduardo Carranza, Jorge Carrera Andrade y el narrador José de la Quadra, Pablo de Rokha, Juvencio Valle y Juana de lbarbourou. En este recorrido por Suramérica escribe "Cuaderno del Sur" (Publicado en 1982). En este escrito retoma el estilo de los vanguardistas franceses.
En "Poemas de Nicaragüense" los poemas se ven liberados de la rima y la métrica, y toman el estilo campesino de los pobladores rurales de Nicaragua. En los ensayos "Hacia la Cruz del Sur" y "Breviario imperial" defiende el imperialismo espiritual, pensamiento que compartía con Simón Bolívar.
Bajo el amparo de "Poemas Nicaragüense" nace el teatro con "Por los Caminos van los campesinos", esta obra lo obligó a estudiar el folclore y la idiosincrasia nacional, esto como el proceso de retomar lo propio. Esta obra muestra la guerra entre conservadores y liberales además, de la intervención estadounidense de 1920. Considerada como obra representativa del teatro latinoamericano. Todo este estudio dio como resultado una revalorización y recopilación de obras antiguas (1925-1945) como resultado nace el libro "Muestrario del folklore nicaragüense" escrito por Cuadra y Francisco Pérez Estrada.

### Joaquín Pasos Argüello
Nació el la ciudad de Granada el 14 de mayo de 1914 y murió en la ciudad de Mangua 20 de enero de 1947. Su poesía incursiona en la metáfora y el misterio de la muerte, el amor, la vida, sus epopeyas indígenas y su sentido apocalíptico. Para Cuadra es "el poeta lúdico por excelencia". Dejó su aporte nicaragüense en lengua inglesa con el poema "Poemas de un joven que no sabe inglés". Dos etapas importantes en su vida: la Segunda Guerra Mundial y la cercanía prematura de su muerte, le inducen a escribir su poema más importante "Canto de guerra de las cosas". Joaquín ganó con este prominente poema colocarse entre los cinco poetas más representativos de Hispanoamérica.
A pesar de que todas las obras de Pasos son publicaciones póstumas, son de innumerable valor para el desarrollo del movimiento de Vanguardia en Nicaragua.

## Apertura del movimiento
Dos poemas dieron apertura al movimiento: Oda a Rubén Darío (oda satírica e irónica con lenguaje hermético y coloquial) de José Coronel Urtecho y Canto de guerra de las Cosas() de Joaquín Pasos, posteriormente "Poemas Nicaragüenses" de Pablo Antonio Cuadra. Estos poemas indujeron en el estudio de las estructuras políticas y estéticas del movimiento anterior, se vio inmerso el cambio de actitud al respecto del patrimonio nacional, el cambio directo en la visión del arte lo que produjo pasar de "pedazos de realidad al sueño" (Joaquín Pasos).
En Granada, Cuadra comienza la fundación de “Cuadernos del Taller San Lucas”, estos son parte primordial de la segunda etapa del movimiento vanguardista. Al trabajo de Cuadra se anexan además, Ernesto Mejía Sánchez, Carlos Molina, Salvador Cardenal Argüello, Enrique Fernández, Francisco Pérez Estrada, Ramón y Antonio "Toño" López, ambos pintores. A este trabajo se agrega Urtecho como traductor, el jesuita  y poeta Ángel Martínez Baigorri  como consejero, contribuyeron además Carlos Martínez Rivas y Ernesto Cardenal. Los cursos preuniversitarios, actos públicos, cursos de literatura y arte, cultura católica, fueron los cimientos de la actual UCA.

## Innovaciones del movimiento a la literatura
Para los críticos estudiosos del movimiento, asumen que se vio dividido en dos tiempos, el de la elipsis y la silepsis; y la construcción estructural del poema, esto produjo como resultado dos estilos diferentes. Encontraron su estilo personal, tornaron a las comprobaciones más formales, imaginería libérrima, esto dio como resultado los poemas "Canciones de Pájaro" y "Señora" del poeta Pablo Antonio Cuadra, "Poemas Nicaragüenses" (1930 y 1933) donde se deja entrever toda la riqueza dialéctica de la cultura rural nicaragüense. El Movimiento se ha visto custodiado por la consigna del Poeta Coronel Urtecho que dictaba "desconocemos la palabra imposible".
El movimiento se vio realzado por la inspiración surgida en los poetas hispánicos, tanto de corte civil como religioso (Garcilaso de la Vega, San Juan de la Cruz, Góngora, Fray Luis de León).

## Generaciones posteriores

### Generación del 40
Con esta generación se inicia el post-Vanguardismo nicaragüense. Tras el inicio del movimiento de Vanguardia por Urtecho, Cuadra y Pasos, se dan otras tres generaciones, que se fueron formando y dando a conocer en el interior y exterior del país. En la generación del 40 se destacaron "Los tres Ernestos": Ernesto Mejía Sánchez (1923-1985), Ernesto Martínez Rivas (1924-1998) y Ernesto Cardenal (1925-2020). Estos autores se mostraron tal como eran, haciendo revolución en literaria de su tiempo, esta experiencia, ejemplo y maestría en las letras, les hizo ser maestros que influyeron a las futuras generaciones literarias de Nicaragua.
Los tres escritores publicaron sus primeros poemarios en México. En 1946 fue publicada "La ciudad deshabitada" por Ernesto Cardenal; en 1948 "Ensalmos y conjuros" por el poeta Ernesto Mejía Sánchez y "La insurrección solitaria" por Carlos Ernesto Martínez Rivas. Esta generación se ha conocido además como la generación de los Ernestos.

### Generación del 50
Entre 1940 y 1960 se pule la generación siguiente, en esta, se presentan los narradores y poetas. Mostraron en sus poemas y narraciones la experiencias de su tiempo, la Segunda Guerra Mundial, neorrealismo, hiperrealismo cinematográfico, existencialismo y la poesía beatnik. Esta generación introdujo en Nicaragua las innovaciones narrativas de Latinoamérica. Se destacaron los escritores Juan Aburto (1918-1988), Guillermo Rothchuh Tablada (1926), Fernando Silva (1927), Mario Cajina Vega (1929-1995) y Raúl Elvir (1929-2001).
Esta generación impulsó el ritmo literario de los jóvenes que se iniciaban en 1960. Estos jóvenes se dieron a conocer a través de los pensamientos filosóficos políticos de derecha e izquierda. Los izquierdistas se dieron a conocer con el grupo “Ventana” –Fernando Gordillo (1940-1967) y Sergio Ramírez (1941)– mientras que los derechistas se dieron a conocer con la “Generación traicionada”, dirigida por Roberto Cuadra (1940), donde se destacaron Edwin Illescas (1941) e Iván Uriarte (1942). A estos grupos se fueron agregando otros grupos como los “Bandoleros” donde se dio a conocer Francisco de Asís Fernández (1945) y Jorge Eduardo Arellano (1946).
Fuera de los grupos literarios o políticos también surgieron a manera personal otros tantos escritores, la mayoría de ellos universitarios. Se mostraban en posición crítica a la situación sociopolítica de Nicaragua, pues estaban experimentando la dictadura de Somoza. Entre los poetas independientes que se dieron a conocer de este modo se reconocen a Carlos Perézalonso (1943), Julio Cabrales (1944) y Ana Ilce Gómez (1945). Estos nuevos escritores solo contaban con un medio de propagación de sus escritos (La Prensa Literaria) que estaba dirigida por uno de los fundadores de la Vanguardia (Pablo Antonio Cuadra).

### Generación del 60 y la Generación Traicionada
Esta generación esta marcada por la revista literaria Frente Ventana, un espacio abierto por Mariano Fiallos Gil entonces rector de la Universidad Nacional Autónoma de Nicaragua (UNAN) en la ciudad de León. Los escritores de esta generación en su mayoría fueron integrantes de las protestas estudiantiles que culminaron con la masacre del 23 de julio de 1959. La Revista dio el espacio a los escritores nacionales y centroamericanos.
Generación traicionada
Esta generación esta ligada a la generación anterior, se desarrolló en Betrayed generation de los Estados Unidos. Esta generación concebía que la literatura debía estar ligada a los acontecimientos sociales y políticos, que no debía desligarse. Como transporte de la literatura esta generación toma en cuenta el espacio del entonces suplemento "La Prensa Literaria" en Managua y "Frente Ventana" en León. En esta generación se desarrollan más como narradores que como poetas.
Los escritores representativos de esta generación son: Lizandro Chávez Alfaro, Roberto Cuadra, Edwin Illescas y Beltrán Morales. Por Frente Ventana se destacaron Fernando Gordillo y Sergio Ramírez.

### Generación del 70
Esta generación tenía similitudes con la anterior, estaban presentes en la crítica de la dictadura somocista. No fue una generación tan importante como la predecesora, aunque se destacaron algunos. Estos escritores fueron inspirados por Mejía Sánchez y Martínez Rivas, los discípulos más representativos de estos maestros fueron Álvaro Urtecho (1951) y Julio Valle Castillo (1952). Se centraron en la ironía, el cinismo. La generación de los años 1960 y 1970 se unieron posteriormente en la lucha revolucionaria del FSLN.

### Generación del 80
En la década de 1980 se vivió el inicio y el fin del sueño revolucionario; en la poesía supuso el impulso desmedido del exteriorismo y el comienzo de una apertura de otras formas de expresar el mundo. Emergieron importantes voces como Gloria Gabuardi, Marianela Corriols, Karla Sánchez, Milagros Terán y Carola Brantome.
En esta generación se destacan mayormente Erick Aguirre (1961) y Ariel Montoya (1964). En esta etapa la lucha política pasó a ser una lucha cívica, se destacaron algunas mujeres como Gioconda Belli y Rosario Murillo. Estos poetas vieron el valor de las generaciones anteriores en sus vidas, se dan los espacios de publicación en los suplementos literarios de los diarios “La Prensa” y “El Nuevo Diario”. El grupo “Ventana” desapareció a inicios de 1990, La Prensa Literaria (del diario La Prensa) se mantenía activa y El Nuevo Amanecer Cultural (del diario El Nuevo Diario) que se destacó por su pluralismo.
El poeta y crítico Álvaro Urtecho empezó a reconocer luego, en los textos publicados por varios escritores de la generación llamada de los ochenta, la utilización poética del lenguaje coloquial o conversacional, pero asimilado como una de las más saludables herencias de la vanguardia nicaragüense. Casi a disgusto, Urtecho le adjudica a ese lenguaje, o a esas poéticas, el término “exteriorista”, agregando sin embargo que se trata de “un exteriorismo sano, equilibrado con fuertes dosis de subjetividad e imantación personal”.  Se trata de poetas que no se comprometen ni con la prosa narrativa pura ni con la orgía metafórica o el frenesí de imágenes propias del surrealismo. Basta con contar y cantar. Tejer estilos propios: híbridos, sincréticos, personales.
Martín Aguilar (1962), Emilio Zambrana (1962), Álvaro Rivas (1950), Isolda Hurtado (1957), Blanca Castellón (1958), Juan Sobalvarro (1966), Erick Aguirre (1961), Carola Brantome (1961), Alba Azucena Torres (1958), Pedro Xavier Solís (1963), Ariel Montoya (1964), Helena Ramos (1960), Milagros Terán (1962), Marianela Corriols (1965) y Martha González (1972) son algunos de los poetas que destacan en el tránsito entre las décadas ochenta y noventa. Su poesía, o sus propuestas poéticas, marcando una tendencia inmediatamente precedente (visible ya en las obras de Urtecho, Blandón, Vílchez, Martínez, etcétera) hacia el desentendimiento de urgencias sociales demasiado visibles y refrendando una fuerte conciencia de la experiencia individual como trasunto básico de la experiencia poética, concretan el nacimiento de una nueva lírica que por referencias necesariamente históricas relacionadas con el declive del proyecto sandinista en 1990, algunos llamaron post-sandinista y que, efectivamente, vendría a reivindicar una visión diferente del quehacer y la vivencia poéticas.

### Generación del 2000
Esta generación estuvo marcada por la participación del Grupo Literatosis quienes además, publicaron una revista donde dieron a conocer sus trabajos. El poeta que dio inicio a esta generación fue Francisco Ruiz Udiel a través de la revista "Literatosis". Se destacaron durante este tiempo poetas como: Eunice Shade, José Adiak Montoya y Missael Duarte.
La escritora Gioconda Belli ha denominado a dicha época literaria como Generación del Desasosiego, mientras que Helena Ramos la describe como la Generación de la Noluntad.